# Пахіта смугаста
Козачка північна (Pachyta lamed Linnaeus,1758) — жук з родини Скрипунових.

## Поширення
Голарктичний вид, поширений від Європи до Японії й Північної Америки.
В Україні Козачка північна трапляється вкрай рідко у високогірних смерекових лісах Карпат. Усі відомі знахідки походять із Чорногори. Вид потребує усесторонньої охорони.

## Морфологія

### Імаго
P. lamed — вид середнього розміру, довжиною тіла 11-19 мм. Передньоспинка блискуча, негусто поцяткована; надкрила — буро-червоні у самців, або жовті з двома розмитими чорними смугами — у самок, сильно зморшкуваті, майже, по всій довжині. Тіло чорного кольору.

### Личинка
У личинки по обидві сторони голови наявні три основні вічка. Верхня губа овально-поперечна. Наличник трапецієподібний. Мандибули видовжені, на вершині косо зрізані. Ноги добре розвинені. Пронотум маленьких розмірів. Дорзальні мозолі з двома поперечними валиками кожен. Дев'ятий терґіт черевця на верхівці витягнений у зубець. Довжина личинки — 30 мм.

## Життєвий цикл
Личинка розвивається у тонких коренях всохлих або всихаючих товстостовбурних хвойних дерев чи їхніх пеньків. Заляльковування відбувається у ґрунті. Самки відкладають від 100 до 400 яєць, невеликими групами, на поверхню кори або у тріщини. Генерація — дворічна.